# Tsurugashima, Saitama
Tsurugashima (鶴ヶ島市 Tsurugashima-shi) là một thành phố thuộc tỉnh Saitama, Nhật Bản.